# 扎里奇內 (阿爾切夫斯克區)
48°37′0″N 38°44′8″E / 48.61667°N 38.73556°E
扎里奇内（烏克蘭語：Зарічне）是位於烏克蘭東部的村莊，由盧甘斯克州阿爾切夫斯克區的卡迪伊夫卡市鎮負責管轄。該村始建於1957年，面積0.36平方公里，海拔高度88米，2001年人口86，人口密度每平方公里238.9人。